# Country House

«Country House» —en español: «Casa de campo»— es una canción de la banda inglesa de rock alternativo Blur. Fue lanzado como el primer sencillo del cuarto álbum de estudio de la banda, The Great Escape, el 14 de agosto de 1995. Publicado el mismo día que el sencillo de Oasis "Roll With It" - en una batalla de listas apodada "La batalla del Britpop" - "Country House" alcanzó el número uno en la lista de singles del Reino Unido (el primero de dos sencillos de Blur en alcanzar el número uno, el segundo fue "Beetlebum" de 1997). La canción es el sencillo más vendido de la banda, con más de 540.000 copias vendidas en mayo de 2014.

## Antecedentes y escritura
En una entrevista en el South Bank Show, Damon Albarn explicó que se inspiró en el ex-gerente de Blur David Balfe, quien dejó el sello de Blur Food Records y se compró una casa en el campo.

### La casa de David Balfe
David Balfe se mudó a The Bury en 1994 en Church End, Barton-le-Clay en el sur de Bedfordshire junto a la A6. La casa tenía 4 acres de terreno, nueve habitaciones con cinco en suite. Se mudó con su esposa Helen y sus hijos de 2 y 4 años, cuando tenía 36 años.
La casa se anunció en 2015 por 2 millones de libras. Fue catalogado como Grado 2 en febrero de 1975.

## Contenido
La canción trata sobre un hombre que se retira a una casa de campo para escapar de las presiones de la ciudad. La portada presenta una imagen invertida horizontalmente del castillo de Neuschwanstein en Baviera.

## Lanzamiento y "batalla" con Oasis
"Country House" recibió una gran atención de los medios cuando el sello de Blur Food Records trasladó la fecha de lanzamiento original al mismo día que se lanzaría el sencillo de Oasis "Roll With It". Los medios  británicos ya habían informado de una intensa rivalidad entre las dos bandas y este choque de lanzamientos fue visto como una batalla por el puesto número uno, apodado "La batalla del britpop". Al final, "Country House" ganó la "batalla", alcanzando el puesto número uno, mientras que "Roll With It" llegó al puesto número dos.

## Video musical

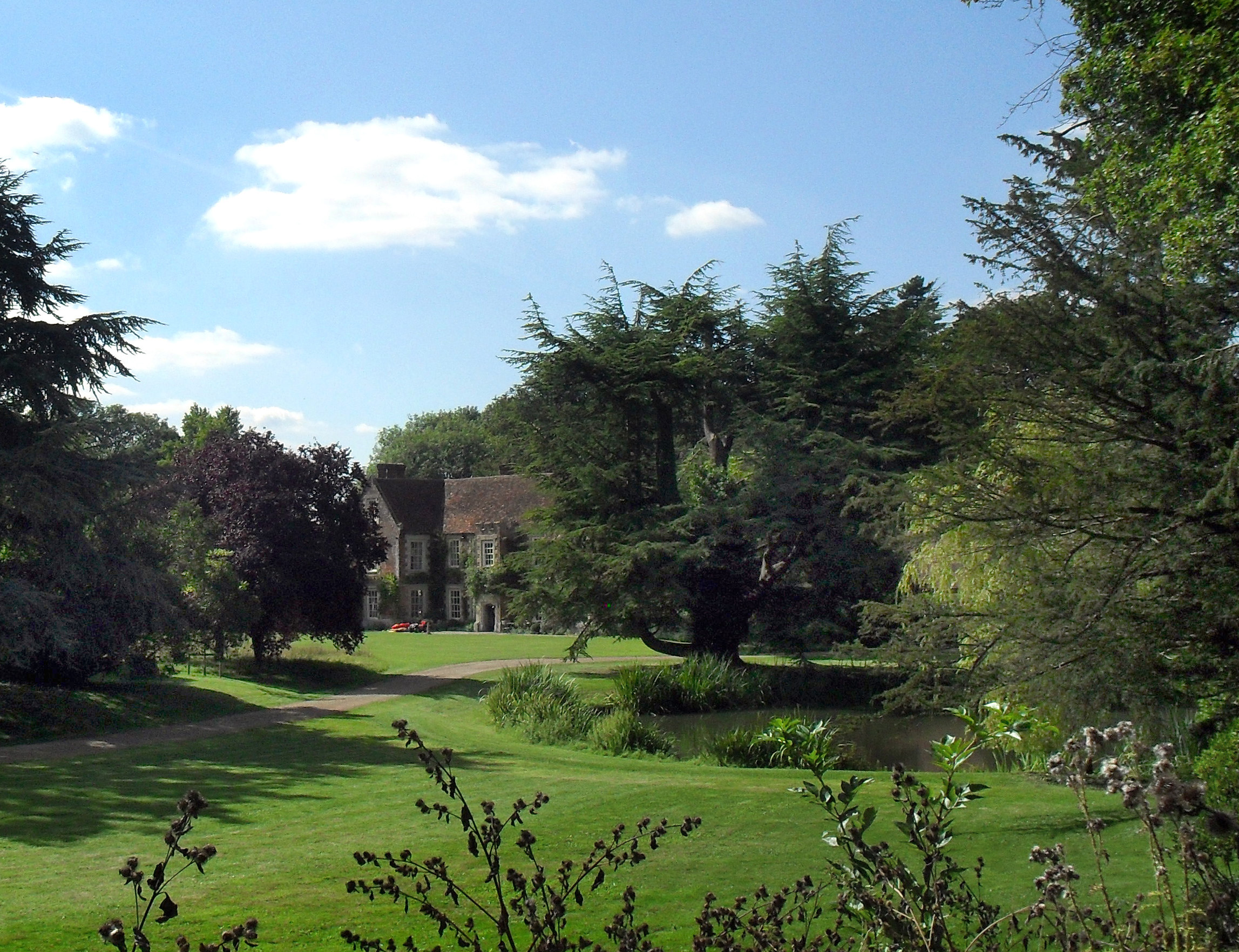
Pyrton Manor en Oxfordshire, el escenario de tomas externas en el video musical

El video musical de "Country House" fue dirigido por el artista Damien Hirst, que había asistido a Goldsmiths, Universidad de Londres, con miembros de Blur. Presenta a la banda y un hombre de negocios (interpretado por Keith Allen) en un piso con la banda jugando un juego de mesa llamado "Escape from the Rat Race" antes de quedar atrapados en el juego en el que están con animales de granja y otras personas antes de volver a aparecer en el piso. La banda aparece en el video junto al actor cómico británico Matt Lucas y las modelos Sara Stockbridge y Jo Guest. Presenta pastiches de —o tributos a— Benny Hill y la canción de Queen "Bohemian Rhapsody". Fue nominado a Mejor Video en los BRIT Awards de 1996.
Las tomas externas del video están rodadas en Pyrton Manor, Pyrton, en el este de Oxfordshire, al oeste de la salida 6 de la M40, cerca de la B4009 y Watlington. En tiempos fue la casa del Alto Sheriff de Oxfordshire y en la actualidad es la vivienda de la escritora de Vogue Laura Bailey. Fue construida en estilo isabelino, a principios del siglo XVII.

## Promoción y lanzamiento
El 20 de agosto de 1995 se anunciaron oficialmente las listas. (The Chart Show anunció el ganador el día anterior, aunque la lista del programa no era oficial) "Country House" encabezó la UK Singles Chart, vendiendo 270.000 copias, en comparación con las 220.000 vendidas por "Roll With It", que llegó al número dos. El propio Albarn se sorprendió de que "Country House" encabezara las listas. Le dijo a NME: "En cierto modo creí en todos los periódicos, incluido NME, que me dijeron que Oasis iba a ganar".

## Lista de canciones
Toda la música compuesta por Albarn, Coxon, James y Rowntree. Todas las letras compuestas por Albarn.
- 7" y casete

1. «Country House»
2. «One Born Every Minute»

- CD 1

1. «Country House»
2. «One Born Every Minute»
3. «To The End» (la comedie)

- CD 2

1. «Country House» (en vivo)
2. «Girls & Boys» (en vivo)
3. «Parklife» (en vivo)
4. «For Tomorrow» (en vivo)

- CD japonés

1. «Country House»
2. «One Born Every Minute»
3. «To The End» (la comedie)
4. «Charmless Man»

## Créditos de producción
- "Country House" y "Charmless Man" producidas por Stephen Street
- "One Born Every Minute" producido por Blur y John Smith
- "To the End (la comedie)" producido por Stephen Hague, Blur y John Smith
- Damon Albarn: voz principal, teclados, órgano
- Graham Coxon: Guitarra, coros
- Alex James: bajo, coros
- Dave Rowntree: batería, percusión, coros
- Otros bronces de: The Kick Horns

## Personal
- Damon Albarn: voz principal y coros, piano, órgano Hammond, y sintetizador.
- Graham Coxon: guitarras y coros.
- Alex James: bajo y coros.
- Dave Rowntree: batería y pandereta.
- sin acreditar: 1 armonicista, 3 saxofonistas, 3 trompetistas y 3 trombonistas

## Posicionamiento en listas
| Listas (1995)                     | Mejor posición |
| --------------------------------- | -------------- |
| Australia (ARIA)                  | 28             |
| Finlandia (OFC)                   | 4              |
| Irlanda (IRMA)                    | 1              |
| Italia (FIMI)                     | 26             |
| Noruega (VG-lista)                | 6              |
| Nueva Zelanda (Recorded Music NZ) | 30             |
| Reino Unido (UK Singles Chart)    | 1              |
| Suecia (Sverigetopplistan)        | 10             |
| Suiza (Schweizer Hitparade)       | 26             |

### Sucesión en listas
| Anterior: «So Good» de Boyzone        | Irish Singles Chart — Sencillo Nro 1 12 de agosto de 1995 — 16 de septiembre de 1995 | Siguiente: «You Are Not Alone» de Michael Jackson |
| Anterior: «Never Forget» de Take That | UK Singles Chart — Sencillo Nro 1 20 de agosto de 1995 — 3 de septiembre de 1995     | Siguiente: «You Are Not Alone» de Michael Jackson |